# Chris Williams (Drehbuchautor, 1968)

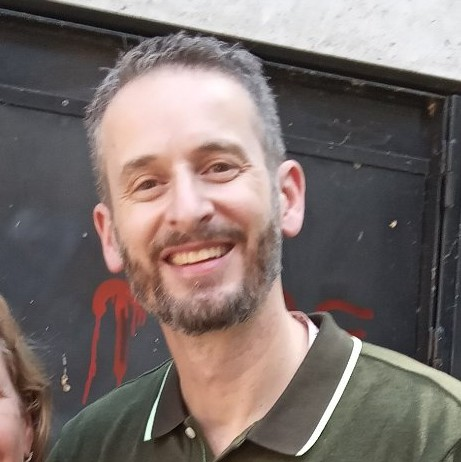
Chris Williams (2022)

Christopher „Chris“ John Williams (* 23. April 1968 in Missouri) ist ein US-amerikanischer Drehbuchautor, Filmproduzent, Filmregisseur, Animator und Synchronsprecher. Nachdem er bereits zuvor an einigen namhaften Zeichentrickfilmen mitgearbeitet hatte, wurde er mit dem Film Bolt – Ein Hund für alle Fälle einem größeren Publikum bekannt. Dabei schrieb er unter anderem das Drehbuch des Films und arbeitete an den Animationen mit, agierte aber auch als Regisseur und synchronisierte sämtliche zusätzliche Stimmen des Films.

## Leben und Karriere
Chris Williams wurde in Missouri geboren, wuchs aber die ersten 25 Jahre seines Lebens größtenteils im südlichen Ontario in Kanada auf, wo sein Vater an der University of Waterloo arbeitete. Von 1984 bis 1989 besuchte er die Confederation High School in Ottawa, anschließend studierte er von 1989 bis 1993 an der McGill University in Montreal Kunstgeschichte, die er mit dem Bachelor-Abschluss beendete. 1994–1997 bildete er sich am Sheridan College (Ontario) weiter und schloss dieses mit einem Diplom in Animation ab. Während dieser Zeit (1996) arbeitete er für Chuck Jones, 1999–2001 war er Animator bei Nelvana, einen Animationsstudio, von 2002 bis 2004 für Imageworks und von 2006 bis 2007 für den Film Spider-Man bei Sony Pictures Imageworks. Am 10. Juli 2004 heiratete er die Filmeditorin Astrid Sealey, mit der er zwei Kinder hat.
Zum ersten Mal trat Williams im Jahr 1998 wesentlich in Erscheinung, als er die Geschichte zum vielfach ausgezeichneten und ebenso oft nominierten Zeichentrickfilm Mulan beisteuerte. Nur zwei Jahre später lieferte er auch die Geschichte zum Film Ein Königreich für ein Lama, bei dem er auch an den Animationen mitarbeitete. Auch dieser Film gewann einige wichtige Filmpreise und wurde des Weiteren vielfach nominiert. Dabei wurde auch Williams zusammen mit Mark Dindal im Jahr 2001 für den Annie Award in der Kategorie Outstanding Individual Achievement for Writing in an Animated Feature Production nominiert, konnte sich aber in dieser Kategorie nicht gegen Shrek durchsetzen. Ähnlich verlief es auch beim 2003 veröffentlichten Film Bärenbrüder, wo Williams einige zusätzliche Geschichten der schon bestehenden Hauptgeschichte hinzufügte. Damit arbeitete er bereits beim dritten oscarnominierten Film in Folge mit und schaffte es im Jahr 2005 auch in das Animationsteam von Himmel und Huhn, gefolgt von einer weiteren Animationstätigkeit für Triff die Robinsons im Jahr 2007.
2008 machte er zum ersten Mal als Regisseur auf sich aufmerksam, als er beim Kurzclip Glago’s Guest, zu dem er auch die Geschichte schrieb, die Regie führte. Der Kurzfilm wurde unter anderem mit einem Annie Award ausgezeichnet und war für drei weitere Annie Awards nominiert. Williams selbst erhielt dabei den Award in der Kategorie Best Storyboarding in an Animated Television Production or Short Form und wurde in der Kategorie Best Writing in an Animated Television Production or Short Form nominiert. Des Weiteren schrieb er in diesem Jahr das Drehbuch zu einer Episode der im deutschsprachigen Raum unter anderem auf DMAX ausgestrahlten Serie Die Proto-Typen – Werkstatt für Erfinder.
Nachdem im Dezember 2006 der eigentliche Regisseur Chris Sanders, der zuvor schon als Drehbuchschreiber am Projekt mitgearbeitet hatte, aus den laufenden Arbeiten zu Bolt – Ein Hund für alle Fälle – zu diesem Zeitpunkt noch unter dem Titel American Dog produziert – entlassen wurde, folgte Anfang Februar Williams auf Sanders Position. Nach der Übernahme des neuen Amtes war Williams nicht nur als Regisseur im Einsatz, sondern schrieb auch Teile des Drehbuchs, arbeitete an den Animationen mit und synchronisierte einige zusätzliche Stimmen im Film, der schließlich am 21. November 2008 veröffentlicht wurde. Der mit einem Budget von 150 Millionen Dollar produzierte Film spielte weltweit über 300 Millionen Dollar ein und wurde für zahlreiche Filmpreise nominiert, schaffte es am Ende allerdings nicht einen der vielen Preise zu gewinnen. Unter anderem wurden Williams und sein Kollege Byron Howard, der im Februar 2007 zusammen mit Williams in die Produktion des Films kam, für den Oscar in der Kategorie Bester animierter Spielfilm nominiert, konnten sich in dieser Kategorie allerdings nicht gegen WALL·E – Der Letzte räumt die Erde auf durchsetzen.
Im Jahr 2009 wurde schließlich der rund 22 Minuten dauernde Kurzfilm Elfen helfen – Bahn frei für Santa Claus veröffentlicht, für den Williams als Geschichtenschreiber und ausführender Produzent im Einsatz war. Der mehrfach nominierte und ausgezeichnete Film bekam gleich vier Primetime Emmys, wobei auch Chris Williams die Auszeichnung in der Kategorie Outstanding Animated Program/Zeichentricksendung (kürzer als eine Stunde) entgegennehmen durfte. Weiters wurde Williams für den VES Award in der Kategorie Outstanding Animation in an Animated Motion Picture nominiert. Ebenfalls 2009 wurde auch der rund vierminütige Kurzfilm Super Rhino, basierend auf dem Charakter Rhino aus Bolt – Ein Hund für alle Fälle, veröffentlicht. Beim Film war Chris Williams abermals als ausführender Produzent engagiert. Im August 2010 wurde Williams als Regisseur des nächsten Disney-Animationsfilms King of the Elves bestätigt; der Starttermin für die Produktion des Films war für 2011 angesetzt. Stattdessen arbeitete er schließlich an dem 2014 erschienenen Disney-Film Baymax – Riesiges Robowabohu.

## Filmografie
- 1998: Mulan (Geschichte)
- 2000: Ein Königreich für ein Lama (The Emperor’s New Groove; Geschichte, Animationsmitarbeiter)
- 2003: Bärenbrüder (Brother Bear; zusätzliche Geschichte)
- 2005: Himmel und Huhn (Chicken Little; Animationsmitarbeiter)
- 2007: Triff die Robinsons (Meet the Robinson; Animationsmitarbeiter)
- 2008: Glago’s Guest (Geschichte, Regisseur)
- 2008: Die Proto-Typen – Werkstatt für Erfinder (Prototype This!; Drehbuch; eine Folge)
- 2008: Bolt – Ein Hund für alle Fälle (Bolt; Drehbuch, Animationsmitarbeiter, Regisseur, Synchronsprecher (zusätzl. Stimmen))
- 2009: Elfen helfen – Bahn frei für Santa Claus (Prep & Landing; Geschichte; ausführender Produzent)
- 2009: Super Rhino (ausführender Produzent)
- 2013: Die Eiskönigin – Völlig unverfroren (Frozen; Sprechrolle des Oaken)
- 2014: Baymax – Riesiges Robowabohu (Big Hero 6; Regisseur)
- 2016: Vaiana (Moana; Drehbuch; Co-Regisseur)
- 2022: Das Seeungeheuer (The Sea Beast; Regisseur)

## Auszeichnungen
- 2001: Nominiert für den Annie Award in der Kategorie Outstanding Individual Achievement for Writing in an Animated Feature Production für Ein Königreich für ein Lama (zusammen mit Mark Dindal)
- 2009: Ausgezeichnet mit dem Annie Award in der Kategorie Best Storyboarding in an Animated Television Production or Short Form für Glago’s Guest
- 2009: Nominiert für den Annie Award in der Kategorie Best Writing in an Animated Television Production or Short Form für Glago’s Guest
- 2009: Nominiert für den VES Award in der Kategorie Outstanding Animation in an Animated Motion Picture für Elfen helfen – Bahn frei für Santa Claus (zusammen mit Byron Howard, John Murrah und Doug Bennett)
- 2009: Nominiert für den Oscar in der Kategorie Bester animierter Spielfilm für Bolt – Ein Hund für alle Fälle (zusammen mit Byron Howard)
- 2010: Ausgezeichnet mit dem Emmy in der Kategorie Outstanding Animated Program/Zeichentricksendung (kürzer als eine Stunde) für Elfen helfen – Bahn frei für Santa Claus
- 2015: Ausgezeichnet mit dem Oscar in der Kategorie Bester animierter Spielfilm für Baymax – Riesiges Robowabohu (zusammen mit Don Hall und Roy Conli)
- 2023: Nominiert für den Oscar in der Kategorie Bester animierter Spielfilm für Das Seeungeheuer (zusammen mit Jed Schlanger)